# Lonchaea ursina
Lonchaea ursina är en tvåvingeart som beskrevs av Malloch 1920. Lonchaea ursina ingår i släktet Lonchaea och familjen stjärtflugor.
Artens utbredningsområde är British Columbia. Inga underarter finns listade i Catalogue of Life.